# Alannah Myles (álbum)
Alannah Myles é o álbum de estreia da cantora canadense Alannah Myles, lançado em 28 de março de 1989 pela Atlantic Records.
O disco venceu um Grammy na categoria "Best Female Rock Vocal Performance".
| Críticas profissionais                                                      | Críticas profissionais |
| Avaliações da crítica                                                       | Avaliações da crítica  |
| Fonte                                                                       | Avaliação              |
| --------------------------------------------------------------------------- | ---------------------- |
| allmusic                                                                    | [ 2 ]                  |
| Esta tabela precisa de ser acompanhada por texto em prosa. Consulte o guia. |                        |

## Faixas
1. "Still Got This Thing" (Christopher Ward) - (4:37)
2. "Love Is" (Ward, David Tyson) - (3:40)
3. "Black Velvet" (Ward, Tyson) - (4:47)
4. "Rock This Joint" (Ward) - (4:02)
5. "Lover Of Mine" (Myles, Ward, Tyson, Kit Johnson) - (4:42)
6. "Kick Start My Heart" (Ward, Shirley Eikhard, Madeline Stone, Chris Waters) - (3:42)
7. "If You Want To" (Ward, Tyson) - (4:13)
8. "Just One Kiss" (Ward, Tyson) - (3:35)
9. "Who Loves You" (Ward, Tyson) - (3:37)
10. "Hurry Make Love" (Nancy Simmonds) - (2:16)

## Certificações
| País        | Certificação | Vendas     |
| ----------- | ------------ | ---------- |
| Canadá      | Diamante     | 1,000,000+ |
| Reino Unido | Ouro         | 100,000+   |
| EUA         | Platina      | 1,000,000+ |